# Liste der Bodendenkmale in Undeloh
In der Liste der Bodendenkmale in Undeloh sind alle Bodendenkmale der niedersächsischen Gemeinde Undeloh aufgelistet. Die Quelle ist der Denkmalatlas Niedersachsen. Der Stand der Liste ist der 20. Oktober 2024.

## Allgemein
In den Spalten finden sich folgende Informationen des Bodendenkmales :
- Lage        : geographische Koordinaten
- Bezeichnung : Bezeichnung lt. Denkmalatlas
- Beschreibung: Beschreibung lt. Denkmalatlas
- ID          : Objekt-ID
- Bild        : Bild, ggf. zusätzlich mit Link zu weiteren Fotos im Medienarchiv Wikimedia Commons.

## Undeloh
| Lage                        | Bezeichnung           | Beschreibung | ID       | Bild |
| --------------------------- | --------------------- | --- | -------- | ---- |
| 53° 11′ 41″ N, 9° 58′ 28″ O | Undeloh 3, Grabhügel  | Breit, deutlich erkennbar, oben stark abgeplattet, derzeit nahezu keine Beschädigungen durch Baumwürfe oder Tierbauten sichtbar. Eine alte flache Fahrspur. Durchmesser 10 m, erhaltene Höhe noch 0,6 m. | 28983871 | BW   |
| 53° 11′ 43″ N, 9° 58′ 14″ O | Undeloh 10, Grabhügel | Flach gewölbt, von WNW und OSO kräftig angeschnitten. Ausbruchgraben von Steinkreis. Durchmesser 13 m, erhaltene Höhe 0,8 m                                                                              | 30821313 | BW   |
| 53° 12′ 3″ N, 9° 58′ 48″ O  | Undeloh 14, Grabhügel | Mit steilem Rand. Die Mitte ist eingesunken, beides verursacht durch zahlreiche alte Kaninchenbaue. Durchmesser 12 m, erhaltene Höhe 0,7 m.                                                              | 28962472 | BW   |
| 53° 11′ 58″ N, 9° 58′ 14″ O | Undeloh 15, Grabhügel | | 28962471 | BW   |
| 53° 12′ 18″ N, 9° 57′ 51″ O | Undeloh 21, Grabhügel | Groß mit alten Tierbauen. W-Seite von Feldweg überfahren, vermutlich im Kern unversehrt. Durchmesser 15 m, erhaltene Höhe 1,2 m.                                                                         | 28962470 | BW   |
| 53° 11′ 44″ N, 9° 58′ 56″ O | Undeloh 24, Grabhügel | Breit, flach, Rand steil, alte Eingrabung in der Mitte, vermutlich früher von Kaninchen zerwühlt. Durchmesser 14 m, erhaltene Höhe 0,8 m.                                                                | 28962473 | BW   |
| 53° 12′ 31″ N, 9° 59′ 19″ O | Undeloh 39, Grabhügel | Flach, klein, Dm. 8 m, H. 0,6 m. | 28962483 | BW   |
| 53° 12′ 10″ N, 9° 58′ 35″ O | Undeloh 40, Grabhügel | Flach, gleichmäßig gewölbt, Oberfläche durch alte Kaninchenbaue gestört, sonst unversehrt. Durchmesser 10 m, erhaltene Höhe 0,6 m.                                                                       | 28962588 | BW   |
| 53° 12′ 40″ N, 9° 57′ 43″ O | Undeloh 41, Grabhügel | Kräftig gewölbt, durch alten Fuchsbau gestört, sonst gut erhalten. Durchmesser 15 m, erhaltene Höhe 1,4 m.                                                                                               | 28962590 | BW   |
| 53° 12′ 41″ N, 9° 57′ 44″ O | Undeloh 42, Grabhügel | Gleichmäßig gewölbt, klein, durch Fuchsbau und Forststreifenpflug gestört, sonst unversehrt. Durchmesser 8 m, erhaltene Höhe 0,7 m.                                                                      | 28962591 | BW   |
| 53° 11′ 43″ N, 9° 58′ 56″ O | Undeloh 44, Grabhügel | Sehr flach mit verfließendem Rand, vermutlich unversehrt. Durchmesser 8 m, erhaltene Höhe 0,5 m. | 28962593 | BW   |

### Undeloh 25
- ID:28961137
- Grabhügelfeld nordöstl. von Undeloh, beiderseits der Gemarkungsgrenze gelegen. Bestehend aus 19 Grabhügel mit 10 – 20 m Dm. und 0,4 – 1,6 m erhaltener H.

| Lage                        | Bezeichnung | Beschreibung | ID       | Bild |
| --------------------------- | ----------- | --- | -------- | ---- |
| 53° 12′ 7″ N, 9° 59′ 50″ O  | Undeloh 25  | Breit, wuchtig, Rand verläuft ungleichmäßig (durch Störungen). Ein Ausbruchgraben mit 10 m Dm. am Hügelrand. Neuerdings in O-Seite Eingrabung 2,5 × 3,5 m, als Deckung für Tontaubenwurfgerät. Durchmesser 20 m, erhaltene Höhe 1,6 m.                                             | 28962476 | BW   |
| 53° 12′ 9″ N, 9° 59′ 49″ O  | Undeloh 26  | Kräftig gewölbt, gut erhalten. Durchmesser 12 m, erhaltene Höhe 1,4 m. | 28962474 | BW   |
| 53° 12′ 11″ N, 9° 59′ 49″ O | Undeloh 27  | Wuchtig, Dm. 12 m, H. 1,4 m. Kräftig gewölbt, in NO-Rand sehr kleine Angrabung. | 28962475 | BW   |
| 53° 12′ 16″ N, 9° 59′ 47″ O | Undeloh 28  | Wuchtig, sehr gut erhalten, Durchmesser 15 m, erhaltene Höhe 1,2 m. | 28962480 | BW   |
| 53° 12′ 15″ N, 9° 59′ 45″ O | Undeloh 29  | Sehr flach, breit, gleichmäßig gewölbt, Rand deutlich abgesetzt. Auf dem Hügel ein topographischer Messpunkt und im Zentrum ein Trichter. Durchmesser 15 m, erhaltene Höhe 0,5 m.                                                                                                  | 28962479 | BW   |
| 53° 12′ 14″ N, 9° 59′ 52″ O | Undeloh 30  | Breit mit steilem Rand, Mitte eingesunken, vermutlich durch Tiergänge, die auch den steilen Rand verursacht haben. Im Zentrum Trichter. Durchmesser 15 m, erhaltene Höhe 1,5 m. | 28962482 | BW   |
| 53° 12′ 13″ N, 9° 59′ 53″ O | Undeloh 31  | Breit, Mitte eingesunken durch zahlreiche Tiergänge. Durchmesser 14 m, erhaltene Höhe 1,3 m. | 28962484 | BW   |
| 53° 12′ 12″ N, 9° 59′ 54″ O | Undeloh 32  | | 28962485 | BW   |
| 53° 12′ 12″ N, 9° 59′ 51″ O | Undeloh 33  | Gleichmäßig gewölbt, vor der W-Seite stand in den 1980er Jahren steil im Boden eingegraben eine kantige Findlingsplatte, die mit ihrer glatten Seite nach W zeigt. Sie besaß die Maße 1,20 m Breite bei 0,60 m Höhe und 0,30 m Stärke. 10 m Durchmesser, erhaltene Höhe von 0,8 m. | 28962486 | BW   |
| 53° 12′ 13″ N, 9° 59′ 51″ O | Undeloh 34  | Gleichmäßig gewölbt, weitgehend unversehrt. Durchmesser 14 m, erhaltene Höhe 1,1 m. | 28962487 | BW   |
| 53° 12′ 12″ N, 9° 59′ 49″ O | Undeloh 35  | Wuchtig, in der Mitte eingesunken durch Tiergänge. Durchmesser 13 m, erhaltene Höhe H. 1 m, | 28962478 | BW   |
| 53° 12′ 13″ N, 9° 59′ 44″ O | Undeloh 36  | Wuchtig, gleichmäßig sanft gewölbt, an N-Seite kleine Grube, sonst unversehrt. Durchmesser 18 m, erhaltene Höhe 1 m. | 28962489 | BW   |
| 53° 12′ 14″ N, 9° 59′ 45″ O | Undeloh 37  | Sehr flach mit deutlich abgesetztem Rand. Durchmesser 10 m, erhaltene Höhe 0,4 m. | 28962584 | BW   |
| 53° 12′ 10″ N, 9° 59′ 45″ O | Undeloh 38  | Flach, gleichmäßig gewölbt, weitgehend unversehrt. Durchmesser 12 m, erhaltene Höhe 0,7 m. | 28962490 | BW   |
| 53° 12′ 15″ N, 9° 59′ 49″ O | Undeloh 43  | Steilrandig (sekundär durch Abgrabungen), in der Mitte Eingrabung von 2 × 3 m. Durchmesser 14 m, erhaltene Höhe 1,3 m. | 28962488 | BW   |

### Undeloh 51
- ID:28922849
- Grabhügelfeld

| Lage                      | Bezeichnung | Beschreibung                                                                                     | ID       | Bild |
| ------------------------- | ----------- | ------------------------------------------------------------------------------------------------ | -------- | ---- |
| 53° 11′ 3″ N, 9° 56′ 6″ O | Undeloh 50  | Sehr stark zerwühlt und verflacht, Durchmesser 10 m, erhaltene Höhe 0,8 m.                       | 28962594 | BW   |
| 53° 11′ 3″ N, 9° 56′ 6″ O | Undeloh 51  | Kräftig gewölbt, Durchmesser 12 m, erhaltene Höhe 0,9 m.                                         | 28962592 | BW   |
| 53° 11′ 4″ N, 9° 56′ 5″ O | Undeloh 52  | Kräftig gewölbt, Durchmesser 10 m, erhaltene Höhe 0,9 m.                                         | 28962477 | BW   |
| 53° 11′ 5″ N, 9° 56′ 5″ O | Undeloh 53  | Kräftig gewölbt, klein, Durchmesser 8 m, erhaltene Höhe 0,8 m.                                   | 28962599 | BW   |
| 53° 11′ 2″ N, 9° 56′ 7″ O | Undeloh 54  | Klein, gleichmäßig gewölbt mit deutlich abgesetztem Rand. Durchmesser 6 m, erhaltene Höhe 0,5 m. | 28962597 | BW   |
| 53° 11′ 2″ N, 9° 56′ 7″ O | Undeloh 55  | Klein, gleichmäßig gewölbt mit deutlich abgesetztem Rand. Durchmesser 5 m, erhaltene Höhe 0,5 m. | 28962595 | BW   |

## Wehlen
| Lage                        | Bezeichnung          | Beschreibung | ID       | Bild |
| --------------------------- | -------------------- | --- | -------- | ---- |
| 53° 13′ 51″ N, 9° 55′ 38″ O | Wehlen 5, Grabhügel  | Wuchtig, steil, alte Kaninchenbaue und eine ältere Abgrabung am Südrand von 2 × 4 m, die durch mächtige Kiefer gestoppt wurde stören den Hügel, sonst ist er gut erhalten. Durchmesser 12 m, erhaltene Höhe 1,3 m. | 28962600 | BW   |
| 53° 13′ 23″ N, 9° 55′ 29″ O | Wehlen 9, Grabhügel  | Kräftig gewölbt, umlaufender Graben, wohl durch Ausbruch eines Steinkreises. An Nordseite 0,60 – 0,80 m tief ausgegraben. Westlich ein alter Grenzgraben. Durchmesser 15 m, erhaltene Höhe 1,3 m. | 28963222 | BW   |
| 53° 13′ 23″ N, 9° 55′ 34″ O | Wehlen 10, Grabhügel | Rest, von Norden her zu 1/3 abgetragen, Steinkranz nicht mehr vorhanden, jedoch als ehemals markanter Grabhügel zu erkennen. Durchmesser 12 m, erhaltene Höhe 0,8 m. | 28962587 | BW   |
| 53° 14′ 38″ N, 9° 54′ 6″ O  | Wehlen 18, Grabhügel | | 36157598 | BW   |
| 53° 12′ 30″ N, 9° 53′ 14″ O | Wehlen 19, Grabhügel | Flach gewölbt mit deutlich abgesetztem Rand. Westseite von altem Weg angeschnitten, später fast zur Hälfte tief abgegraben. Durchmesser ehemals 10 m, 0,7 m erhaltene Höhe. | 28953380 | BW   |
| 53° 12′ 30″ N, 9° 53′ 10″ O | Wehlen 21, Grabhügel | Klein, gleichmäßig gewölbt mit deutlich abgesetztem Rand. Durchmesser 7 m, erhaltene Höhe 0,7 m. | 28962602 | BW   |
| 53° 12′ 30″ N, 9° 53′ 11″ O | Wehlen 22, Grabhügel | Klein, flach, Durchmesser 7 m und 0,6 m erhaltene Höhe. | 28962603 | BW   |
| 53° 12′ 30″ N, 9° 53′ 12″ O | Wehlen 23, Grabhügel | Klein, sehr flach, Durchmesser 7 m und erhaltenen Höhe 0,5 m. | 28962606 | BW   |
| 53° 13′ 48″ N, 9° 56′ 10″ O | Wehlen 29, Landwehr  | Auf einer Terrasse über dem Weseler Bach gelegener Landwehrrest. Verläuft in weitem Bogen von der Furt der Wegespuren nach Nordwesten und ist über 200 m zu verfolgen. Besteht aus Wall, Wagenrinne und weiteren Wall. Wälle vielfach durchbrochen und verschliffen. Wallbreite noch bis 3,5 m, Wallhöhe bis 0,4 m. Zwischengraben ist eine Wegespur, zwischen 3 m und 17 m breit.                            | 28962607 | BW   |
| 53° 13′ 53″ N, 9° 56′ 8″ O  | Wehlen 29, Landwehr  | | 36145759 | BW   |
| 53° 13′ 23″ N, 9° 55′ 27″ O | Wehlen 30, Landwehr  | Entlang einer modernen Grundstücksgrenze O-W verlaufender Landwehrrest. Erhalten sind Wall und Graben auf ca. 100 m Länge, nach Osten hin verschliffen. Landwehr durch NO-SW verlaufende Wegespuren gekreuzt. | 28962608 | BW   |
| 53° 13′ 24″ N, 9° 55′ 26″ O | Wehlen 30, Landwehr  | | 36145580 | BW   |
| 53° 14′ 17″ N, 9° 53′ 56″ O | Holm 1, Wegespuren   | Tief ausgefahrene Hohlwege, die von der Gemarkung Lüllau im Norden durch die Gemarkung Holm nach Südosten in die Gemarkung Wehlen verlaufen. Besonders ausgeprägt nördlich des Baches in der Gem. Holm. Hier eine alte Furt durch den Weseler Bach. In den Teilstücken südlich der Gemarkungsgrenze Lüllau-Holm bis zu 3 annähernd parallele Wegespuren, die Tiefen bis 1,5 m, im Norden bis 1,0 m aufweisen. | 28984630 | BW   |